# Piotr Wiśniewski (botanik)
Piotr Paweł Wiśniewski (ur. 29 czerwca 1881 we Wróblewie, zm. 9 listopada 1971 w Lublinie) – polski botanik.

## Życiorys
Syn Mikołaja Wiśniewskiego i Marii z Damięckich, po ukończeniu w 1901 gimnazjum gubernialnego w Płocku studiował na Wydziale Matematyczno-Przyrodniczym Uniwersytetu Warszawskiego, a następnie od 1905 na Uniwersytecie Jagiellońskim. Pracował w zakładach Edwarda Janczewskiego, Józefa Rostafińskiego i Emila Godlewskiego. Naukę kontynuował na Uniwersytecie w Heidelbergu i Uniwersytecie Ludwika i Maksymiliana Monachium, pracował w Towarzystwie Oświaty Narodowej. W 1907 otrzymał etat asystenta w Akademii Rolniczej w Dublanach, w 1910 obronił na Uniwersytecie Lwowskim pod kierunkiem Mariana Raciborskiego pracę doktorską O sztucznym wyiootywaniu nowotworów przetchlinkowych w figowcu i wyjechał na dwa lata prowadzić prace naukowe w Niemczech. Od 1912 przez rok był adiunktem w Dublanach, a następnie wyjechał do Warszawy, gdzie do 1919 był profesorem botaniki na Kursach Przemysłowo-Rolniczych, a następnie w powstałej na ich kanwie Szkole Głównej Gospodarstwa Wiejskiego. W 1919 wyjechał do Wilna i objął stanowisko kierownika Katedry Botaniki Uniwersytetu Stefana Batorego (do 1939), rok później został profesorem zwyczajnym. W 1920 zgłosił się ochotniczo do Wojska Polskiego i uczestniczył w wojnie polsko-bolszewickiej. Twórca i w latach 1920–1923 dyrektor ogrodu botanicznego w Wilnie. Pełnił funkcję pierwszego dziekana Wydziału Matematyczno-Przyrodniczego. Należał do komitetu redakcyjnego Acta Botanicorum Poloniae. W czasie wojny utrzymywał się z prywatnych lekcji. W 1944 zamieszkał w Lublinie, gdzie zorganizował, a następnie kierował Katedrą Botaniki Ogólnej Uniwersytetu Marii Curie-Skłodowskiej, w 1960 przeszedł na emeryturę.

## Dorobek naukowy
Piotr Wiśniewski jest uważany za jedno z najwybitniejszych botaników polskich, twórcę tzw. Wileńskiej Szkoły Botanicznej. Jego dorobek naukowy obejmuje prace dotyczące chorób ziemiopłodów, okresów spoczynkowych roślin, rozmnażania grzybów oraz flory Wileńszczyzny. Pozostawił liczne prace dotyczące morfologii eksperymentalnej oraz fitopatologii.

## Członkostwo
- Komisja Fizjografii Polskiej
- Polska Akademia Umiejętności
- Towarzystwo Przyjaciół Nauk w Wilnie
- Polskie Towarzystwo Przyrodników im. Kopernika
- Polskie Towarzystwo Botaniczne
- Société linnéenne de Lyon